# Маткенов, Кадыр Маткенович
Кадыр Маткенович Маткенов (каз. Қадір Мәткенұлы Мәткенов; 12 апреля 1935, Щучинский район, Карагандинская область, Казакская АССР, РСФСР, СССР — 17 марта 2006, Караганда, Казахстан) — советский и казахстанский металлург, заслуженный металлург Казахской ССР (1978), заслуженный работник Республики Казахстан (1998).

## Биография
Родился 12 апреля 1935 года в совхозе «Урумкай» Щучинского района Кокчетавской области.
В 1957 году окончил Казахский политехнический институт по специальности «Инженер металлургии».
Трудовую деятельность начал в 1957 году форсунщиком Карсакбайского медеплавильного завода по направлению.
С 1958 по 1972 годы — мастер по ремонту металлургических агрегатов, сменный мастер шарпу, старший мастер участка, начальник участка шарпу Карсакбайского медеплавильного завода.
С 1962 по 1973 годы — начальник металлургического цеха Карсакбайского медеплавильного завода.
С 1973 по 2006 годы — генеральный директор Карсакбайского медеплавильного завода.

## Награды и звания
- 1966 — Орден Трудового Красного Знамени
- 1974 — Орден «Знак Почёта»
- 1978 — Почётное звания «Заслуженный металлург Казахской ССР»
- 1998 — Указом Президента Республики Казахстан от 22 октября 1998 года награждён почётным званием «Заслуженный работник Республики Казахстан». (каз. Қазақстанның еңбек сіңірген қызмкеткері)
- Награждён Почетной грамотой Верховного Совета Казахской ССР.
- Награждён личными благодарственными письмами Первого Президента Республики Казахстан.